# ال پریو
ال پریو (به اسپانیایی: El Perelló) یک شهرستان در اسپانیا است که در کاتالونیا واقع شده‌است.

## خصوصیات
ال پریو ۱۰۰٫۶۷ کیلومترمربع مساحت و ۲٬۸۹۵ نفر جمعیت دارد و ۱۴۲ متر بالاتر از سطح دریا واقع شده‌است.